# Хаух, Йоханнес Карстен
Йоханнес Карстен Хаух (дат. Johannes Carsten Hauch; 12 мая 1790[…], Фредриксхалд, Эстфолл — 4 марта 1872[…], Рим) — датский поэт, драматург и писатель

-романтик и педагог; по образованию зоолог, доктор наук.

## Биография
Родился и вырос в Норвегии в семье датчан. После смерти матери в 1803 году вернулся со своим отцом в Данию. В семнадцатилетнем возрасте добровольцем участвовал англо-датской войне 1807—1814 годов. В 1808 поступил на учебу в Копенгагенский университет. Получил образование зоолога.
В 1816 занялся литературой, под влиянием Хенрика Стеффенса и Адама Готлоба Эленшлегера примкнул к движению романтиков.
В 1820 году он стал кандидатом наук, а в следующем году получил учёную степень доктора зоологии. Получив научную стипендию, Хаух направился на учебу в Париж и Ниццу, где в 1823 году тяжело заболел из-за воспаления в ноге. Нога была ампутирована, что стало причиной душевного кризиса и лишило будущего его, как исследователя природы и спортсмена, привело к разочарованию в науке и укрепило веру в свой талант.
В середине 1820-х гг., Хаух проникся религиозным мистицизмом. Неудачная попытка самоубийства в 1826 году стала для него поворотным моментом. Во время пребывания в колонии художников в Риме, он изучал античности и произведения мастеров Возрождения, был преподавателем в Академии Соро (1827—1846).
В 1846—1848 был профессором скандинавских языков и литературы в Киле, а в 1851 году читал лекции по эстетике в Копенгагенском университете.
Умер в 1872 году во время пребывания в Риме и был похоронен на протестантском кладбище.

## Творчество
Карстен Хаух — автор ряда исторических романов и лирических стихов.
Его взгляд на поэзию как служение высшему царству духа нашел отражение в лирике и романе «Алхимик» («Guldmageren», 1836). В драмах «Тиберий» (1828), «Григорий VII» (1829) и других. В романе «Вильгельм Цаберн» (1834), цикле романов под названием «Вальдемар Аттердаг» (1861) писатель обратился к историческим темам. В романе «Польская семья» («En polsk familie», dl. 1—2, 1839) трактовал польское восстание (1830) с идеалистических позиций.
Из других его сочинений выделяются «Драматическая сказка», «Сестры из Киннекюле» («Söstrene paa Kinnekullen», 1849), роман «Роберт Фультон» (т. 1—2, 1853), трактующий тему трагического одиночества гения.